# Massacre de Dortan
Le massacre de Dortan est un massacre commis par le 5e régiment des cosaques appartenant aux légions de l'Est de la Wehrmacht, dans le village français de Dortan, pendant la Seconde Guerre mondiale. Trente-cinq personnes furent tuées au cours de ce massacre (trente-six selon une autre source) ponctué par des viols et des séances de torture. Le village de Dortan fut entièrement incendié.
Ce massacre qui se déroula du 12 juillet 1944 au 22 juillet 1944 s'inscrivait dans le cadre de l'opération Treffenfeld menée contre les maquis de l'Ain et du Haut-Jura, mais également de ceux des Glières et du Vercors ; le but initial de cette opération était la destruction de ces maquis.

## Histoire

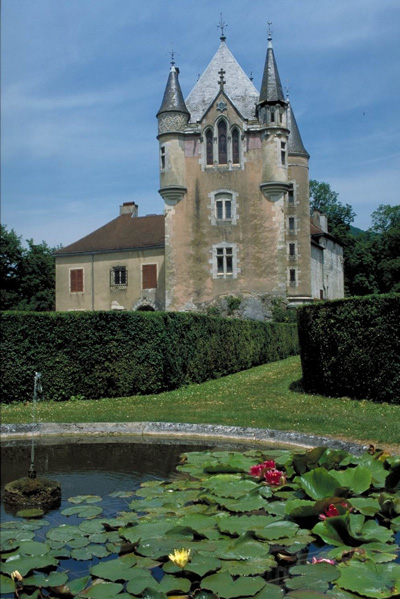
Le château de Dortan, quartier général des Allemands et lieu de tortures et d'exécutions au cours du massacre.

En juillet 1944, la Wehrmacht se fixe l'objectif de réduire et de détruire les Forces françaises de l'intérieur de la région et notamment les maquis de l'Ain et du Haut-Jura.
Dès le 12 juillet 1944, le village de Dortan est pillé par les Allemands et sept personnes (six hommes dont le curé du village, l'abbé Dubettier, et une femme) sont fusillées. Le lendemain, trois personnes d'Oyonnax (dont l'une avait quinze ans) qui se trouvaient à Dortan, sont abattues. Ce même 13 juillet 1944, des femmes du village sont violées par les soldats allemands et les exécutions continuent : au total sur les deux journées du 12 et du 13, vingt-quatre hommes sont exécutés par les Allemands.
Au cours des journées des 20 et 21 juillet, quinze hommes sont arrêtés et torturés au château de Dortan, alors quartier général des troupes allemandes, établies dans le village depuis le 12 juillet. Parmi eux, le FTP Denis Dufour, qui meurt sous la torture le 20 juillet 1944.
Le 22 juillet 1944, les Allemands rassemblent la population au château de Dortan pendant que le village continue à brûler à la suite de l'incendie déclenché le 21 juillet. Il sera entièrement détruit exception faite du château de Dortan.

## Hommages
Pour les articles homonymes, voir Vingt-et-Un-Juillet.
- Il y a une rue du 21 juillet 1944[Note 3] à Dortan.

- Également à Dortan, une stèle composée de la cloche (de l'église) endommagée qui constitue un  vestige rescapée de l'incendie du village. Se trouvent également dans le village, le monument du martyr et une stèle rappelant l'assassinat de l'abbé Dubettier le 12 juillet 1944. L'abbé Dubettier était le curé de Dortan depuis le 30 juin 1907[5]. Il était né le 11 septembre 1874[5].

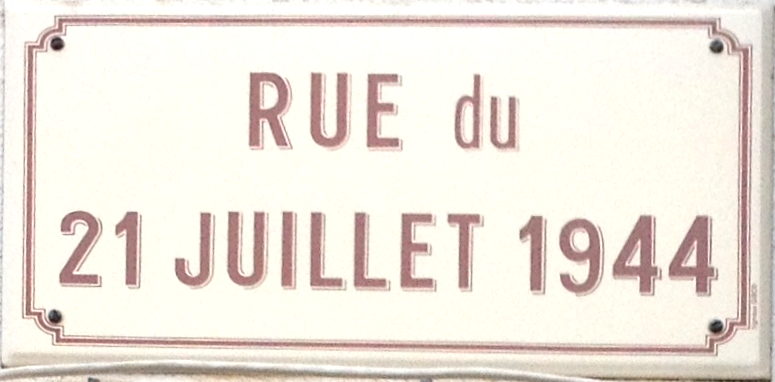
Panneau de la rue du 21-Juillet-1944 à Dortan.
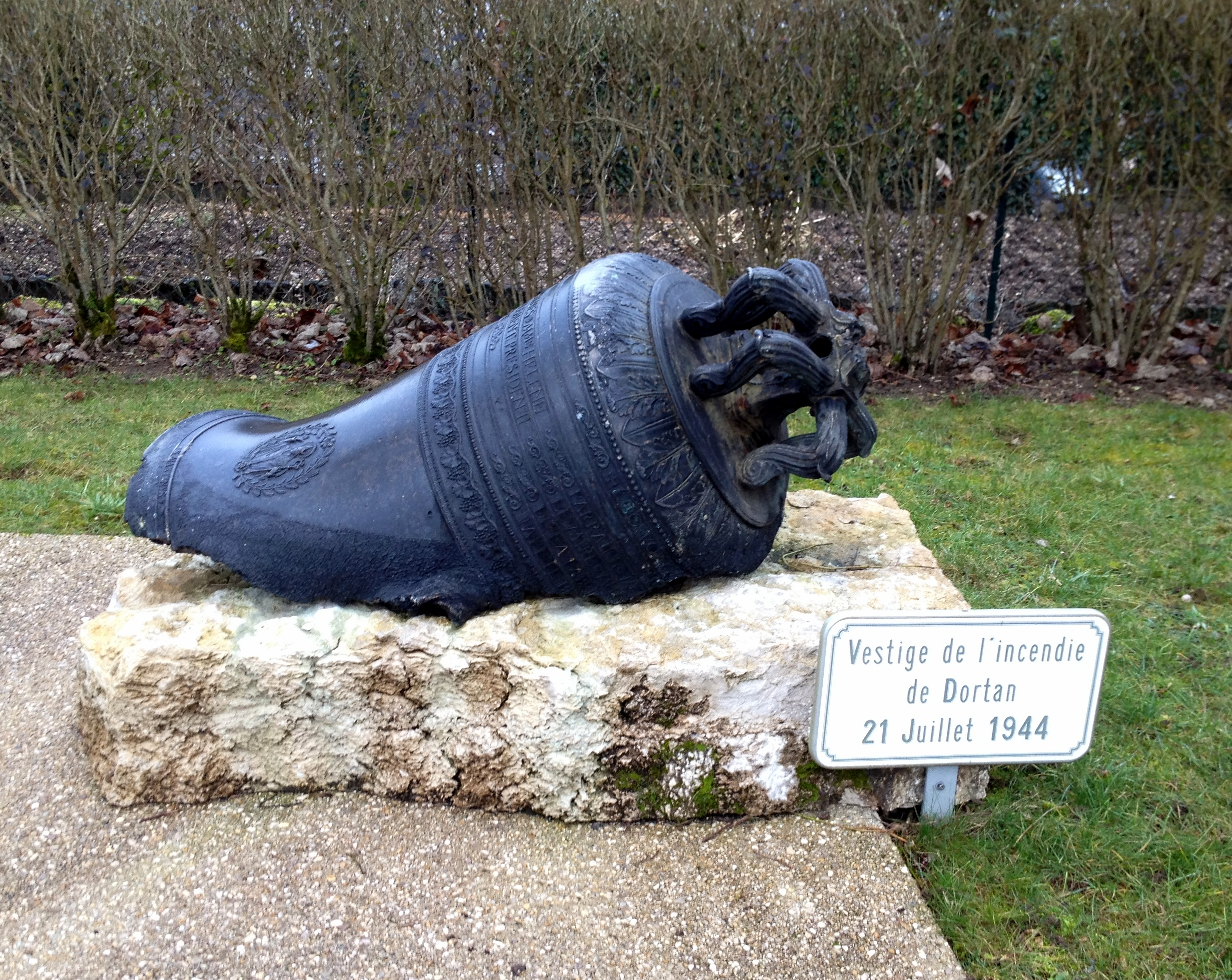
Cloche vestige de l'incendie du 21 juillet 1944.
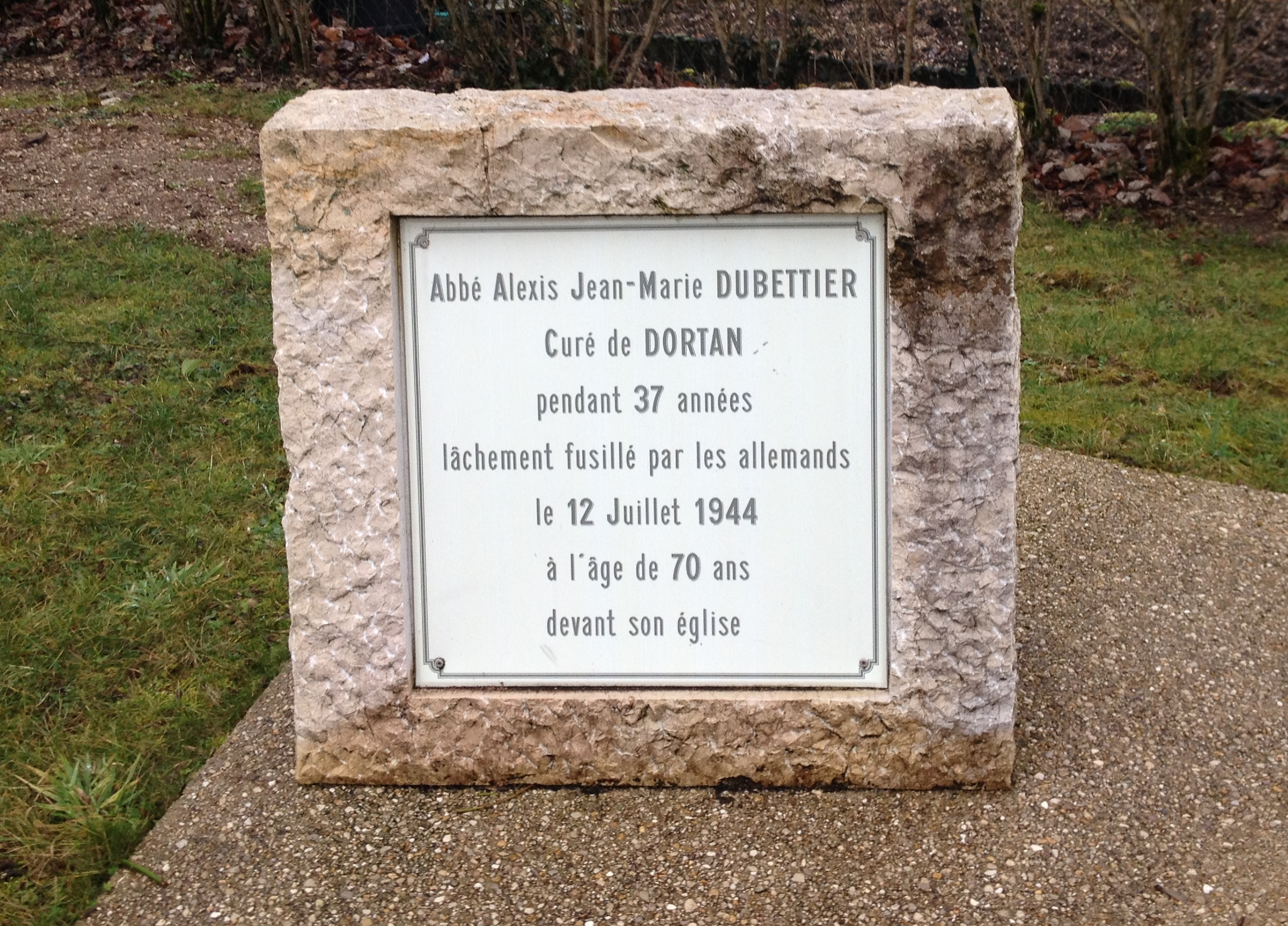
Stèle dédiée à l'abbé Dubettier (1874-1944).